# Tecnologia DMS
La tecnologia DMS (Direct Melting System) è un trattamento combinato di gassificazione dei rifiuti (pretrattamento), combustione del syngas prodotto e fusione delle scorie.

## Meccanismo
La gassificazione e la fusione avvengono all'interno della stessa apparecchiatura costituita da un forno ad asse verticale nel quale i rifiuti sono alimentati dall'alto (previa riduzione della pezzatura) assieme a coke e calcare, in quantità dell'ordine del 4-5% (in funzione delle caratteristiche dei rifiuti).
La combustione del syngas prodotto avviene in una caldaia di recupero a valle, cui segue un sistema di trattamento dei fumi del tutto simile a quello di un impianto di incenerimento.
Scendendo dall'alto verso il basso del forno i rifiuti attraversano tre distinte zone costituite rispettivamente da:
- essiccamento, in cui viene rimossa l'umidità contenuta, a temperature di 200-300 °C
- gassificazione, in condizioni sub stechiometriche con formazione di CH4, CO, H2 e NH3, a temperature variabili tra 300 e 1.000 °C;
- combustione del carbonio fisso e fusione delle scorie, ottenute tramite l'iniezione di aria arricchita con ossigeno e temperature dell'ordine di 1.500 °C.  Le scorie vengono successivamente scaricate allo stato fuso e granulate tramite brusco raffreddamento

## Applicazioni
La tecnologia DMS è da considerarsi una tecnologia industrialmente matura essendo supportata da un buon numero di esperienze in impianti operativi.
Il primo impianto di capacità pari a 135.000 t/a è stato avviato nel 1980 a Ibaraki (JP) ed è tuttora operativo. A fine 2008 la Nippon Steel vantava un record di oltre 30 impianti costruiti, di cui uno solo realizzato al di fuori del Giappone nella città di Yangsan (Corea), avviato nel 2008 e avente una capacità di 100 t/g ripartita su due linee di trattamento.
La tecnologia DMS sviluppata dalla società NSE (Nippon Steel Engineering) deriva da un processo termico da tempo impiegato nell'industria metallurgica, che è stato esteso al trattamento dei rifiuti di origine urbana. Alla base di ciò vi è la necessità di trovare una soluzione di lungo termine alla problematica dello smaltimento dei rifiuti, particolarmente sentita in Giappone a causa dell'assai limitata disponibilità di discariche, che consenta al tempo stesso:
- il recupero energetico;
- la produzione di scorie fuse allo stadio granulato, riutilizzabili come materiale da costruzione;
- il recupero di materiali ferrosi da reimpiegare nell'industria metallurgica.

La NSE è rappresentata in Italia dalla società Paul Wurth Italia SpA.
La tecnologia DMS è una tecnologia consolidata, supportata da numerose referenze, anche se pressoché tutte riferite alla situazione giapponese, per la quale le condizioni di mercato e le caratteristiche dei rifiuti differiscono significativamente rispetto a quelle tipiche del contesto europeo e nazionale.
Sullo stesso principio sono state sviluppate in Giappone delle tecnologie similari, di cui una in particolare (JFE) viene attualmente proposta anche a livello nazionale. Tale situazione non è assolutamente casuale ma è frutto dell'esigenza fortemente sentita in Giappone di massimizzare il recupero/riciclaggio dei residui di trattamento, minimizzando così l'uso della discarica.
Un motivo di perplessità che potrebbe limitare notevolmente la loro diffusione al di fuori del Giappone risiede nei costi associati alla realizzazione e all'esercizio degli impianti; anche se non noti in dettaglio perché specifici del singolo progetto, sono da ritenersi presumibilmente maggiori di quelli associabili agli impianti tradizionali di recupero energetico.
È da valutare anche l'entità del recupero energetico conseguibile alla luce del fatto che, contrariamente a quanto avviene in Italia, tale aspetto non è di particolare interesse in Giappone.
Attualmente sono operativi 35 impianti con tecnologia DMS costruiti fra il 1979 e il 2011 in Giappone e Corea. Mentre altri 5 impianti saranno completati entro il 2015 in giappone.